# Bankavalli, Sorab
Bankavalli là một làng thuộc tehsil Sorab, huyện Shimoga, bang Karnataka, Ấn Độ.